# Sağırtaş, Viranşehir
Sağırtaş là một xã thuộc huyện Viranşehir, tỉnh Şanlıurfa, Thổ Nhĩ Kỳ. Dân số thời điểm năm 2011 là 258 người.